# Ronald Grabe
Ronald John Grabe (Nova Iorque, 13 de junho de 1945) é um ex-astronauta norte-americano, veterano de quatro missões no espaço.

## Biografia
Formado em engenharia na Academia da Força Aérea dos Estados Unidos em 1966, passou os anos seguintes concluindo cursos de piloto e voando em jatos de combate. Em 1969 foi designado para o Vietnã, onde voou mais de 200 missões de combate. De volta aos Estados Unidos em 1970, pilotou caças F-100 e F-111, participando  de todos os testes de avaliação do sistema de armas do último. Em 1975 graduou-se como piloto de testes pela Escola de Pilotos de Teste da Força Aérea dos Estados Unidos, na Base Aérea de Edwards, Califórnia, designado pata testes em F-111 e A-7. Entre 1976 e 1979 serviu como piloto de testes de intercâmbio com a Real Força Aérea na base de Boscombe Down, Reino Unido. Nesta função, ele trabalhou como piloto chefe de projeto para os jatos Harrier e Sea Harrier da RAF. Servia como instrutor na Escola de Pilotos de Teste da USAF quando foi selecionado para o curso de astronautas da NASA.
Tornou-se astronauta em 1981 e exerceu primeiramente funções em terra por quatro anos, ligadas ao programa do ônibus espacial. Em 3 de outubro de 1985 foi ao espaço pela primeira vez como piloto da STS-51-J Atlantis, a viagem inaugural deste ônibus espacial, numa missão de quatro dias para o Departamento de Defesa dos Estados Unidos. Segunda missão, STS-30 Atlantis, em 4 de maio de 1989, foi a primeira missão de ciência planetária norte-americana desde 1978 e a primeira vez que um ônibus espacial lançou uma sonda espacial – a Magellan, para Vênus– em órbita.
Como comandante, voou na STS-42 Discovery em janeiro de 1992, que levou ao espaço o International Microgravity Laboratory-1, para a investigação dos efeitos da microgravidade em 55 experimentos científicos de onze países; e finalmente, comandou a STS-57 Endeavour, que foi ao espaço em 21 de junho de 1993 colocando o Spacehab em órbita pela primeira vez.
Grabe deixou a NASA e a Força Aérea em abril de 1994 para dedicar-se à carreira na iniciativa privada, trabalhando para a Orbital Sciences Corporation, empresa de tecnologia aeroespacial na Virgínia.